# Croatia Open Umag 2016
Il Croatia Open Umag 2016, anche conosciuto come Konzum Croatia Open Umag per motivi di sponsorizzazione, è stato un torneo di tennis giocato sulla terra rossa. È stata la 27ª edizione dell'evento ATP Vegeta Croatia Open Umag che fa parte della categoria ATP Tour 250 nell'ambito dell'ATP World Tour 2016. Si è giocato all'International Tennis Center di Umago, in Croazia, dal 18 al 24 luglio 2016.

## Partecipanti

### Teste di serie
| Nazione    | Giocatore           | Ranking* | Testa di serie |
| ---------- | ------------------- | -------- | -------------- |
| Uruguay    | Pablo Cuevas        | 24       | 1              |
| Portogallo | João Sousa          | 30       | 2              |
| Francia    | Jérémy Chardy       | 34       | 3              |
| Italia     | Fabio Fognini       | 36       | 4              |
| Spagna     | Nicolás Almagro     | 44       | 5              |
| Spagna     | Pablo Carreño Busta | 46       | 6              |
| Slovacchia | Martin Kližan       | 47       | 7              |
| Rep. Ceca  | Jiří Veselý         | 50       | 8              |

* Ranking all'11 luglio 2016.

### Altri partecipanti
I seguenti giocatori hanno ricevuto una wild card per il tabellone principale:
- Nikola Mektić
- Nino Serdarušić
- Franko Škugor

Il seguente giocatore è entrato in tabellone come special exempt:
- Renzo Olivo

I seguenti giocatori sono passati dalle qualificazioni:

- Nikola Ćaćić
- André Ghem
- Michael Linzer
- Enrique López-Pérez

## Campioni

### Singolare
Fabio Fognini ha sconfitto in finale  Andrej Martin con il punteggio di 6-4, 6-1.
- È il quarto titolo in carriera per Fognini, primo della stagione.

### Doppio
Martin Kližan /  David Marrero hanno sconfitto in finale  Nikola Mektić /  Antonio Šančić con il punteggio di 6-4, 6-2.